# 하얀 손수건
"하얀 손수건"은 한국에서 제작된 정소영 감독의 1974년 영화이다. 김운래 등이 주연으로 출연하였고 주동진 등이 제작에 참여하였다.

## 출연

### 주연
- 김운래
- 박지영
- 유양화